# Rothmans International Series 1977
La stagione 1977 della Rothmans International Series fu la seconda della serie; iniziò il 6 febbraio e terminò il 27 febbraio, dopo 4 gare. Fu vinta dal pilota australiano Warwick Brown su una Lola T430-Chevrolet.

## La pre-stagione

### Calendario
Nel calendario torna il Gran Premio d'Australia.
| Gara | Nome                    | Circuito                       | Giri | Lunghezza         | Data        |
| ---- | ----------------------- | ------------------------------ | ---- | ----------------- | ----------- |
| 1    | Gran Premio d'Australia | Oran Park Raceway              | 58   | 58x2,61=151,38 km | 6 febbraio  |
| 2    | Surfers Paradise 100    | Circuito di Surfers Paradise   | 50   | 50x3,21=160,5 km  | 13 febbraio |
| 3    | Sandown Park Cup        | Circuito di Sandown            | 47   | 47x3,11=146,17 km | 20 febbraio |
| 4    | Adelaide 100            | Adelaide International Raceway | 64   | 64x2,14=154,24 km | 27 febbraio |

- Tutte le gare sono disputate in Australia.

## Piloti e team
| Team                                  | Telaio                       | Nr.   | Pilota           | Gare   |
| ------------------------------------- | ---------------------------- | ----- | ---------------- | ------ |
| Ansett Team Elfin                     | Elfin MR8B-Repco Holden      | 1     | Vern Schuppan    | Tutte  |
| Ansett Team Elfin                     | Elfin MR8C-Chevrolet         | 12    | Garrie Cooper    | Tutte  |
| John Goss Racing                      | Matich A51/A53 -Repco Holden | 2     | John Goss        | Tutte  |
| John Goss Racing                      | Matich A50/A51 -Repco Holden | 21    | Dave Powell      | 2      |
| Racing Team VDS                       | Lola T430-Chevrolet          | 3     | Warwick Brown    | Tutte  |
| Racing Team VDS                       | Chevron-Chevrolet            | 4     | Peter Gethin     | 2      |
| Magnum Wheels                         | Lola T332-Chevrolet          | 5     | Kevin Bartlett   | Tutte  |
| Theodore Racing Bill Patterson Motors | Lola T332-Chevrolet          | 6     | Alan Jones       | Tutte  |
| Grace Bros Race Team                  | Lola T400-Chevrolet          | 7     | John Leffler     | Tutte  |
| Anglo-American Racers                 | March 73A/751-Chevrolet      | 8     | John Cannon      | 1      |
| Graeme Lawrence Racing                | Lola T332-Chevrolet          | 8/14  | Graeme Lawrence  | Tutte  |
| Peter Clarke Racing                   | Polley EP1-Chevrolet         | 9     | Ed Polley        | 1-2, 4 |
| C&C Racing                            | Gardos OR2-Chevrolet         | 10    | Chris Milton     | Tutte  |
| Jon Davison                           | Matich A50/A51 -Repco Holden | 14/44 | Jon Davison      | Tutte  |
| Terry Hook Racing                     | Lola T332-Chevrolet          | 15    | Terry Hook       | Tutte  |
| Max Stewart                           | Lola T400-Chevrolet          | 16    | Max Stewart      | Tutte  |
| La Valise Racing                      | Lola T330-Chevrolet          | 17    | Ken Smith        | 1-2    |
| John Edmonds                          | Elfin MR5B-Repco Holden      | 19    | John Edmonds     | Tutte  |
| Chas Talbot                           | Begg FM5-Chevrolet           | 20    | Chas Talbot      | 1, 3   |
| Dave Powell                           | Matich A50/51 -Repco Holden  | 21    | Dave Powell      | 1, 3-4 |
| Stephen Fraser                        | Cicada-Chevrolet             | 23    | Stephen Fraser   | 1, 3-4 |
| Ken Shirvington                       | Lola T400-Chevrolet          | 25    | Ken Shirvington  | Tutte  |
| Road&Track Services                   | McLaren M10B-Chevrolet       | 39    | Gil Cameron      | 3-4    |
| Peter J. Edwards                      | Lola T332-Chevrolet          | 37    | Peter Edwards    | Tutte  |
| Road&Track Services                   | McLaren M23-Leyland          | 77    | John McCormack   | Tutte  |
| Stock '84 Auto Sprint Motors          | Lola T332-Chevrolet          | 84    | Alfredo Costanzo | Tutte  |

## Risultati e classifiche

### Gare
| Gara | Circuito         | Tempo     | Velocità    | Pole Position | GPV        | Vincitore     | Vettura        |
| ---- | ---------------- | --------- | ----------- | ------------- | ---------- | ------------- | -------------- |
| 1    | Oran Park        | 1h05'31"9 | 138,62 km/h | Warwick Brown | Alan Jones | Warwick Brown | Lola-Chevrolet |
| 2    | Surfers Paradise | 56'34"3   | 170,23 km/h | Warwick Brown |            | Warwick Brown | Lola-Chevrolet |
| 3    | Sandown          | 50'06"4   | 175,04 km/h | Peter Gethin  |            | Max Stewart   | Lola-Chevrolet |
| 4    | Adelaide         | 53'49"1   | 171,95 km/h | Alan Jones    | Alan Jones | Alan Jones    | Lola-Chevrolet |

### Classifica piloti
Al vincitore vanno 9 punti, 6 al secondo, 4 al terzo, 3 al quarto, 2 al quinto e 1 al sesto. Non vi sono scarti.
| Punti | 9 | 6 | 4 | 3 | 2 | 1 |

| Pos | Pilota           | AUS | SUR | SAN | ADE | Pts   |
| --- | ---------------- | --- | --- | --- | --- | ----- |
| 1   | Warwick Brown    | 1   | 1   | NP  | 2   | 24    |
| 2   | Peter Gethin     | 2   | 2   | Rit | 4   | 15    |
| 3   | Alan Jones       | 4   | 5   | Rit | 1   | 14    |
| 4   | Max Stewart      | NP  | Rit | 1   | 5   | 6     |
| 5   | John Goss        | 3   | 4   | Rit | 3   | 11    |
| 6   | Alfredo Costanzo | Rit | Rit | 2   | Rit | 6     |
| 7   | Garrie Cooper    | 6   | 6   | 3   | 9   | 6     |
| 8   | John Leffler     | NP  | 3   | Rit | 10  | 4     |
| 9   | Dave Powell      | Rit | Rit | 4   | Rit | 3     |
| 10  | John McCormack   | Rit | 12  | 5   | 6   | 3     |
| 11  | Vern Schuppan    | 5   | 7   | Rit | Rit | 2     |
| 12  | Terry Hook       | 7   | 9   | Rit | 8   | 0     |
| 13  | Graeme Lawrence  | Rit | 10  | Rit | 7   | 0     |
| 14  | Jon Davison      | 9   | 8   | Rit | 11  | 0     |
| 15  | Chris Milton     | 8   | Rit | Rit | 12  | 0     |
| 16  | John Edmonds     | 10  | Rit | Rit | 15  | 0     |
| 17  | Ed Polley        | NA  | 11  |     | 14  | 0     |
| 18  | Kevin Bartlett   | 11  | NP  | Rit | Rit | 0     |
| 19  | Ken Shirvington  | Rit | NA  | NA  | 13  | 0     |
| 20  | Peter Edwards    | NA  | NA  | Rit | 16  | 0     |
| 21  | Gil Cameron      |     |     | NA  | 17  | 0     |
|     | Chas Talbot      | NA  |     | Rit |     | -     |
|     | Stephan Fraser   | NA  |     | Rit | NP  | -     |
|     | John Cannon      | NA  |     |     |     | -     |
|     | Ken Smith        | NA  | NA  |     |     | -     |
| Pos | Pilota           | AUS | SUR | SAN | ADE | Punti |

| Colore  | Risultati                                                         |
| ------- | ----------------------------------------------------------------- |
| Oro     | Vincitore                                                         |
| Argento | 2º posto                                                          |
| Bronzo  | 3º posto                                                          |
| Verde   | Finita, a punti                                                   |
| Blu     | Finita, senza punti Finita, non classificato (NC)                 |
| Viola   | Non finita (Rit)                                                  |
| Rosso   | Non qualificato (NQ) Non pre-qualificato (NPQ)                    |
| Nero    | Squalificato (SQ)                                                 |
| Bianco  | Non partito (NP)                                                  |
| Celeste | Disputa solo le prove (SP)                                        |
| Celeste | Iscritto alle prove libere - Terzo pilota (TP) - dal 2003 al 2006 |
| Vuoto   | Non prende parte alle prove (NPR)                                 |
| Vuoto   | Iscritto ma non presente, non arrivato (NA)                       |
| Vuoto   | Ritirato prima dell'evento (WD)                                   |
| Vuoto   | Infortunato (INF)                                                 |
| Vuoto   | Escluso (ES)                                                      |
| Vuoto   | Gara cancellata (C)                                               |